# لیلی دیل، ویکتوریا
لیلی دیل، ویکتوریا (انگلیسی: Lilydale, Victoria) در حومه شهر ملبورن استرالیا و در ۳۵ کیلومتری شمال شرق مرکز این شهر قرار گرفته‌است.